# Sessea tipocochensis
Sessea tipocochensis är en potatisväxtart som först beskrevs av Erich Werdermann, och fick sitt nu gällande namn av Francey. Sessea tipocochensis ingår i släktet Sessea och familjen potatisväxter. Inga underarter finns listade i Catalogue of Life.